# David Plantier
David Plantier ist ein  französischer Violinist und Dirigent, der im Bereich der historischen Aufführungspraxis aktiv ist. 

## Leben
David Plantier begann im Alter von fünf Jahren mit dem Violinspiel. Er begann die Studien der klassischen Violine am Konservatorium von Genf, nach einem Jahr wechselte er in die Klasse für Barockvioline von Odile Edouard. Nach erfolgreich abgeschlossenem Studium zog es ihn zur Erweiterung seiner Kenntnisse an die Schola Cantorum Basiliensis in die Klasse von Chiara Banchini. Während des Studiums in Basel entdeckte er seine Leidenschaft für die musikwissenschaftliche Recherche. 
Seit dem Ende seiner Studien wirkt er als Konzertmeister oder Solist mit Ensembles zusammen wie „Hespèrion XXI“, dem „Le Concert des Nations“ von Jordi Savall, dem „Ensemble 415“ von Chiara Banchini, „Le Parlement de Musique“, „La Risonanza“ oder dem Ensemble Café Zimmermann. Vor allem mit dem Café Zimmermann machte er zahlreiche Einspielungen. Derzeit ist Plantier Konzertmeister in Emmanuelle Haïms Concert d’Astrée.
Plantier ist seit 1998 Dozent für Barockvioline an der Schola Cantorum, er spielt eine anonyme Tiroler Violine aus der Mitte des 18. Jahrhunderts und eine Giovanni Battista Guadagnini zugeschriebenen, von 1766. Er gründete im Jahr 2004 sein Ensemble „Les Plaisirs du Parnasse“, mit dem er mehrere von der internationalen Fachpresse ausgezeichnete Aufnahmen machte. Als Dirigent leitete er von 2002 bis 2008 das La Cetra Barockorchester Basel. Mit der Cellistin Annabelle Luis bildete er 2015 das Duo Tartini, in der Tradition Tartinis, der mit dem Cellisten Antonio Vandini im 18. Jahrhundert ein Duo bildete.

## Diskografie (Auswahl)
- Concerti, Sinfonie, Ouverture von Giuseppe Antonio Brescianello, 2004 mit  La Cetra
- Die Violinsonaten von Johann Paul von Westhoff, 2005
- „Hortus celicus“ von Johann Jakob Walther, 2006
- Concerti da camera op.1 von  Francesco Venturini, 2006 mit La Cetra
- „Fidicinium Sacro Profanum“ von Heinrich Ignaz Franz Biber, 2008
- Les dernières Sonates von Giuseppe Tartini, 2021
- Violin Sonatas von Jean-Marie Leclair 2022 (Ricercar RIC 431) « Diapason d’or »
- Les Violons des lumières, 2023 (Ricercar RIC 461), « Diapason d’or »